# 見える気持ちに。
『見える気持ちに。』（みえるきもちに。）は、ACジャパンによる2010年度の公共広告作品である。

## 歴史
2010年7月
ACジャパンの全国キャンペーンとして展開が開始された。
2011年3月11日
東北地方太平洋沖地震（東日本大震災）が発生。これにより多くの一般企業がCM放送を自粛し、それらと差し替えられる形でACジャパンのCMが大量に放送された。これにより、「見える気持ちに。」を含めたACジャパンのCMが反響を呼んだ。
2011年6月30日
2011年度キャンペーンへの切り替えのため、全国キャンペーン展開が終了。

## キャンペーンの内容
詩人・作詞家の宮澤章二の詩『行為の意味』に込められたメッセージをきっかけに、すべての人が持っているやさしい気持ちが、たくさんのあたたかい行為となって世の中に生まれてほしいという願いによって、「思いやりの気持ちを持っていても、なかなか行動に移すことは難しい。しかし、その美しい気持ちは行為になってこそ、はじめて意味があるということに気づいてもらいたい。」というテーマで制作された。第64回の広告電通賞に選ばれた。出演は「ちょっとだけバイバイ」も兼務する俳優の大和田健介で、ナレーションを担当したのは「めざましテレビ」（フジテレビ）の「MOTTOいまドキ!」でいまドキ☆ムスメを務めた女優・タレントの岡本玲であった。最後のサウンドロゴは初代サウンドロゴを使用していた。